# Astrachaň
Astrachaň (rusky А́страхань, tatarsky Ästerxan) je město na jihu evropské části Ruské federace poblíž Kaspického moře. Leží v deltě řeky Volhy, 1 270 km jihovýchodně od Moskvy. Je správním střediskem Astrachaňské oblasti. Žije zde přibližně 466 tisíc obyvatel. Je to nejsušší evropské město.

## Historie

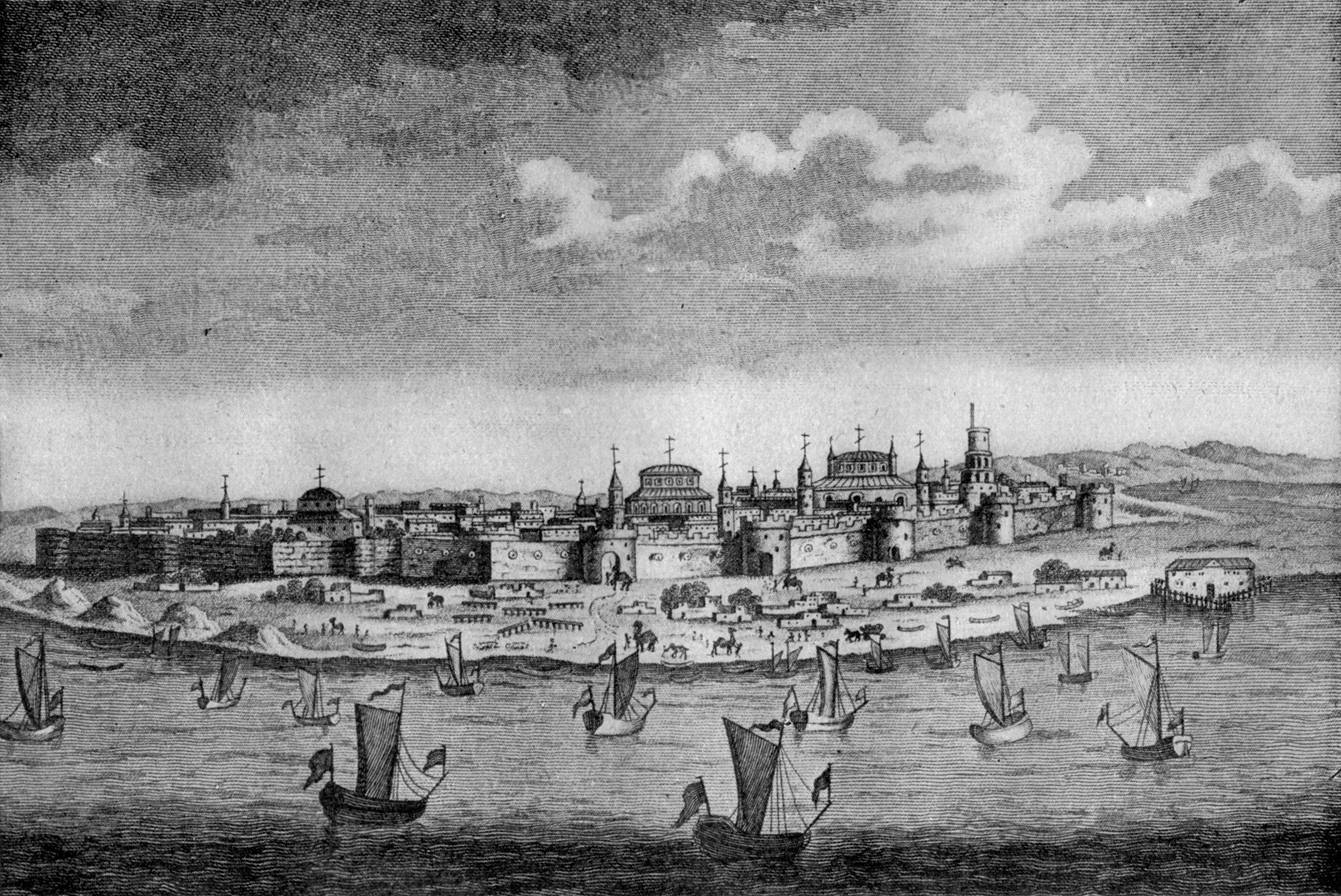
Astrachaň v 17. století

### Středověk
První zmínka o městě je od cestovatelů, a to ze začátku 13. století, tehdy ještě stávalo na pravém břehu Volhy pod názvem Xacitarxan [chadžitarchan], z něhož se postupně vyvinula dnešní podoba názvu Astrachaň jeho zkomolením. Dobyvatel Tamerlán ho během svých výbojů roku 1395 vypálil a zničil. Mezi lety 1459 a 1556 bylo město centrem astrachaňského chanátu, tatarského státu útočícího proti Rusům. V roce 1556 byl dobyt Ivanem Hrozným, ruským carem, který nechal roku 1558 postavit o 12 km po proudu na pahorku nad Volhou, zvaném Zaječí nebo též Dlouhý vrch, nový kreml. Roku 1569 obléhala město vojska osmanské říše, která však město nedobyla a musela ustoupit. O rok později se turecký sultán zřekl svých práv na město, což pomohlo otevřít Volhu ruskému obchodu. V letech 1588 až 1589 se zatím dřevěný Astrachaňský kreml dočkal přestavby na kamenné opevnění s osmi věžemi; s plochou 11 ha a trojúhelníkem hradeb o obvodu 1 544 m, které je ozdobou Astrachaně dodnes. V 18. století se město rozvíjelo jako ruská brána k orientu – přicházeli sem obchodníci z Arménie, Persie a dalších zemí a usazovali se tu.

### Moderní doba
Astrachaň byla dějištěm povstání v letech 1670 a 1671, kdy ji držel Stěnka Razin a jeho armáda kozáků 17 měsíců. K další městské vzpouře došlo ještě v letech 1705 až 1706. V 18. století díky iniciativě Petra Velikého zde byla vybudována loděnice a přístav, účelem těchto staveb byla výstavba loďstva pro případný vpád do Persie. Později získalo město významná práva i od Kateřiny Veliké, díky čemuž mohlo postupně budovat průmysl. Roku 1717 se stalo centrem gubernie, roku 1719 pak bylo vypleněno Peršany, 7. února 1918 se zde k moci dostali bolševici.

## Pamětihodnosti
K nejvýznamnějším pamětihodnostem Astrachaně patří kreml (městská pevnost) ze 16. století s uspenským chrámem, vybudovaným v letech 1699–1710 a trojickým chrámem (původně klášterním), vybudovaným v letech 1602–1605.

## Ekonomika
Astrachaň je centrem rybolovu a loďařství, zpracovává se zde ale také rákos a chemikálie. V okolí města se těží zemní plyn.
V Astrachani a v jeho přístavišti je speciální ekonomická zóna Lotos.
V květnu 2021 byla guvernérem astrachaňského regionu Igorem Babuškinem podepsána smlouva s německou logistickou společností Martrade Holding na výrazné rozšíření přístavu ve městě. Postaveny budou moderní kontejnerové terminály. První fáze rozšíření astrachaňského přístaviště má být dokončena na konci roku 2023 a spočívá v rozšíření současného kotviště a vybudování čtyř terminálů s kapacitou 3,3 milionu tun zboží ročně. Druhá etapa rozšíření a modernizace astrachaňského přístaviště je naplánována do roku 2026. Celková investice bude činit více než 27 miliard rublů. Do roku 2031 má obrat nákladu přístaviště přesáhnout 8 milionů tun zboží. Vytvořeno bude v přístavišti nových 800 pracovních míst.

## Slavní rodáci
- Stanislava Ivanovna Klimaševskaja (1851–1939), fotografka, majitelka fotografického obchodu
- Boris Michajlovič Kustodijev (1878–1927), ruský malíř, představitel realismu[5]
- Darja Piščalnikovová (* 1985), ruská atletka, mistryně Evropy v hodu diskem[6]

## Partnerská města
- Ahmadábád, Indie
- Atyrau, Kazachstán
- Brest, Bělorusko
- Pembroke Pines, Spojené státy americké
- Fort Lauderdale, Spojené státy americké
- Grand-Popo, Benin
- Islámábád, Pákistán
- Jerevan, Arménie
- Lublaň, Slovinsko
- Rašt, Írán
- Ruse, Bulharsko
- Sárí, Írán